# Cornelia Vospernik

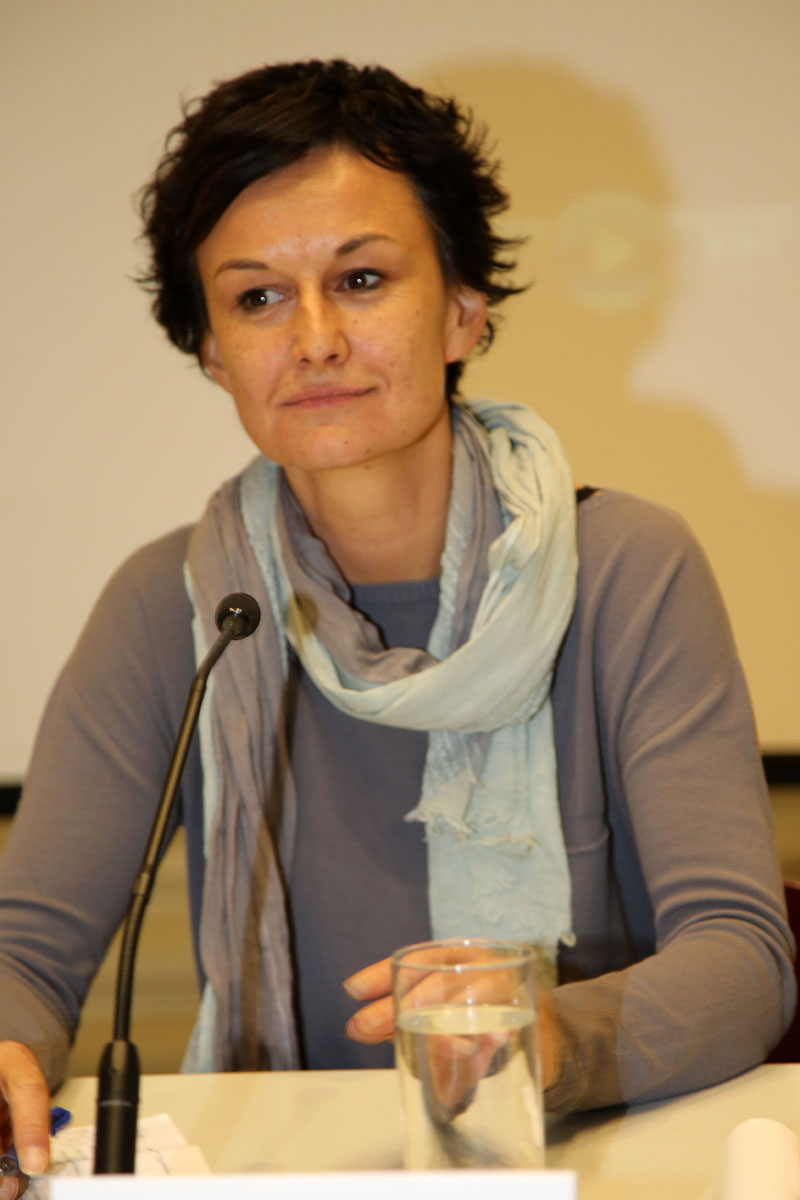
Cornelia Vospernik (2013)

Cornelia Vospernik (* 1969 in Villach) ist eine österreichische Fernsehjournalistin und war ab Anfang 2011 ORF-eins-Nachrichtenchefin. Seit dem 1. Juli 2020 leitet sie das ORF-Korrespondentenbüro in Rom.

## Leben
Vospernik ist die Tochter des Kärntner slowenischen Pädagogen und Gymnasialdirektors Reginald Vospernik, Schwester der Englisch- und Zeichenprofessorin Elisabeth Vospernik und ihr Bruder ist der Journalist in der APA Außenpolitik Stefan Vospernik. Cornelia Vospernik wuchs zweisprachig auf (deutsch, slowenisch) und absolvierte das Bundesgymnasium für Slowenen in Klagenfurt.
Nachdem sie das United World College in Duino bei Triest besucht hatte, begann sie ein Dolmetschstudium für Slowenisch und Italienisch in Graz, das sie 1994 erfolgreich abschloss.
Schon mit 15 Jahren begann sie ihre ORF-Karriere in der slowenischen Abteilung des ORF-Landesstudios Kärnten und arbeitete auch während ihres gesamten Studiums immer wieder für den ORF. 1996 wechselte sie in die Redaktion der Zeit im Bild nach Wien, nachdem sie als Redakteurin des Aktuellen Dienstes des ORF-Landesstudios Kärnten tätig gewesen war. Seit 1999 moderierte sie auch die Spät-ZiB. Ab 2000 leitete sie zwei Jahre das Korrespondentenbüro in London. Anschließend war sie Redakteurin der ORF-Hauptabteilung Information und zeitweise als Moderatorin von ZiB-Sendungen bzw. des Weltjournals zu sehen. Daran anschließend, von Anfang 2007 bis Ende 2010, leitete sie das ORF-Korrespondentenbüro für die Volksrepublik China und den fernöstlichen Raum in Peking. Ab Anfang 2011 war Vospernik ORF-eins-Nachrichtenchefin. Als ORF-eins-Infochefin folgte ihr 2013 Lisa Totzauer nach.
Im Dezember 2012 wurde sie Leiterin des Büros Nordosteuropa, von 2013 bis 2018 moderierte sie Ö1-Journale. Sie präsentierte seit 2014 im ORF Fernsehen das Weltjournal. Im September 2018 wurde angekündigt, dass sie in die Radio-Außenpolitik wechseln wird. Mit 1. Juli 2020 wurde sie Leiterin des ORF-Korrespondentenbüros in Rom. Sie folgte in dieser Funktion auf Mathilde Schwabeneder, die in den Ruhestand trat. Bekanntheit erlangte sie hier vor allem in der ausführlichen Berichterstattung zum Tod von Papst Franziskus und zur Einführung vom Papst Leo XIV.
Neben ihrer Tätigkeit beim ORF arbeitet Cornelia Vospernik weiterhin in ihrem Beruf als Dolmetscherin und ist auch als Übersetzerin tätig. 2008 veröffentlichte sie das Buch China Live: Alltagsleben zwischen Tradition und Hightech (Verlag Kremayr & Scheriau KG, Wien), in dem sie die Disparitäten der gegenwärtigen Entwicklung Chinas beleuchtet.

## Auszeichnungen
2009 wurde sie mit dem Concordia-Preis in der Kategorie Pressefreiheit für ihre unerschrockenen und mutigen Berichte aus China ausgezeichnet. Im Jahr 2010 wurde sie zusammen mit Susanne Scholl Außenpolitik-Journalistin des Jahres. 2010 erhielt sie außerdem den Felix-Ermacora-Pressepreis für ihre Berichte über Menschenrechtsverletzungen in China.

## Werke
- Genosse Wang fragt. 2012.
- In China. 2009.
- China live. 2008.